# Sodipodi
Sodipodiとはオープンソースのドローソフトで2004年に開発終了し、Inkscapeに引き継がれた。

## 開発
ラフ・レヴィンが開発したドローソフトであるGill、からのフォークとして開発された。メイン開発者はローリス・カピンスキー(Lauris Kaplinski)でその他複数の開発者が携わっていた。2003年に本ソフトウェアのフォークであるInkscapeに引き継がれる形で更新されなくなった。Sodipodiという言葉はエストニア語の子供言葉である"mish mash"や"hodgepodge"を意味する。
本ソフトウェアは使いやすいベクターグラフィック編集とアーティスト向けのドローソフトとして開発することを主な目標としていた。SVGを本ソフトウェアのネイティブファイルフォーマット（メタデータを保持するためのいくつかのエクステンションを含む）としていたものの、SVG標準の完全な実装を意図するものではなかった。また、SVGデータのインポートとエクスポートが可能で、PNGのラスターグラフィックスとしてエクスポートすることも可能だった。インターフェイスはGIMPと同様Controlled Single Document Interface (CSDI)が採用されていた。
LinuxとMicrosoft Windowsに対応しており、2004年2月11日に公開された0.34が最終バージョンだった。また、GNU General Public Licenseのライセンスで公開された自由ソフトウェアだった。

## 派生
Sodipodiは世界中の記号や旗のSVG形式クリップアートを収集する作業を始めたが、 この作業はOpen Clip Art Libraryを盛り上げるきっかけとなった。
2003年、Sodipodiの開発者集団がインターフェイスの再設計やSVG標準のより近い適合を含む異なる目標を掲げSodipodiのフォークとしてInkscapeの開発を始めた。